# トルニオン・パロ47
トルニオン・パッロ-47（Tornion Pallo-47）は、フィンランドの北部、ラッピ県のトルニオに本拠地を置くサッカークラブである。TP-47は略称。TP-47トルニオとも表記されることがある。

## タイトル

### 国内タイトル
- ウッコネン:1回

2003

### 国際タイトル
- なし

## 現所属メンバー
注：選手の国籍表記はFIFAの定めた代表資格ルールに基づく。
| No. | Pos. |              | 選手名                   |
| --- | ---- | ------------ | ------------------------ |
| 1   | GK   | フィンランド | ラウリ・ロンッコ         |
| 2   | DF   | フィンランド | サムリ・フサ             |
| 4   | MF   | フィンランド | ヨーナ・ヴェテリ         |
| 5   | DF   | モルドバ     | ビクトル・シェフチェンコ |
| 6   | MF   | フィンランド | サムリ・ラッティ         |
| 7   | FW   | フィンランド | アレクシ・ガルステン     |
| 8   | MF   | フィンランド | ヘンリ・ロウステ         |
| 9   | FW   | フィンランド | トピアス・ヴィエナ       |
| 10  | MF   | フィンランド | アルットゥリ・シエッピ   |
| 11  | MF   | セネガル     | フランソワ・バッジ       |
| 12  | GK   | フィンランド | タトゥ・クルヤンパー     |
| 13  | MF   | フィンランド | サミ・フフティニエミ     |
| 14  | MF   | フィンランド | ヨハンネス・ヘララ       |

| No. | Pos. |              | 選手名                     |
| --- | ---- | ------------ | -------------------------- |
| 15  | MF   | フィンランド | ハッリ・クルケラ           |
| 17  | FW   | フィンランド | ヤーッコ・ピューニュ       |
| 18  | MF   | フィンランド | オッリ＝ペッカ・ニスカネン |
| 19  | MF   | フィンランド | イーロ・ヴァンハ           |
| 20  | DF   | フィンランド | ヴァルッテリ・ガルステン   |
| 21  | DF   | フィンランド | ヘルメリ・ナルヒラ         |
| 23  | DF   | フィンランド | オッリ・アラカルッパ       |
| 24  | FW   | フィンランド | アーロ・ヨウトゥライネン   |
| 25  | DF   | ナイジェリア | ジョナサン・ドゥンイン     |
| 26  | MF   | フィンランド | アレクシ・イソマキ         |
| 28  | MF   | カメルーン   | アルフレッド・マポカ       |
| 55  | GK   | フィンランド | ハッリ・ニュカネン         |

## 過去の成績
- 2001 ウッコネン

プライマリーステージ・ノーザンゾーン 7位
- 2002 ウッコネン

プライマリーステージ・ノーザンゾーン 2位
プロモーションステージ 8位
- 2003 ウッコネン 1位 昇格
- 2004 ヴェイッカウスリーガ 10位
- 2005 ヴェイッカウスリーガ 14位 降格
- 2006 ウッコネン 4位
- 2007 ウッコネン 5位
- 2008 ウッコネン 10位
- 2009 ウッコネン 12位 降格
- 2010 カッコネン グループC 2位
- 2011 カッコネン グループC 3位